# Staurocladia haswelli
Staurocladia haswelli är en nässeldjursart som först beskrevs av Briggs 1920.  Staurocladia haswelli ingår i släktet Staurocladia och familjen Eleutheriidae. Inga underarter finns listade i Catalogue of Life.